# Striatum

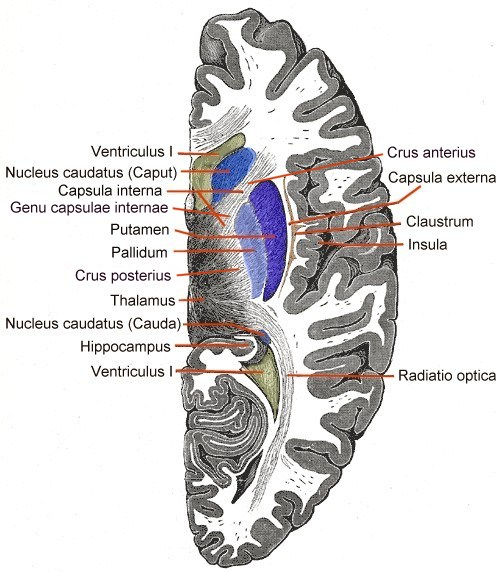
Řez lidským koncovým mozkem (hemisférou), modře jsou znázorněny jednotlivé části striata

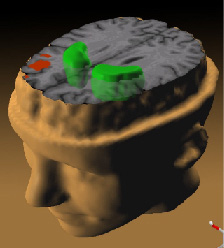
Poloha striata (zeleně)

Striatum (též corpus striatum, lat. „žíhané jádro“) je hluboká oblast šedé hmoty uvnitř hemisfér koncového mozku. Je to zřejmě rozsahem nejvýznamnější součást tzv. bazálních ganglií, každá učebnice však vymezuje oblast striata poněkud odlišně. Podle jedné (v tomto článku použité) definice zahrnuje nucleus caudatus (ocasaté jádro) a nucleus lentiformis (čočkovité jádro), jiné učebnice však do striata nepočítají globus pallidus. Striatum se účastní zejména kontroly pohybů.

## Anatomie
Pod souhrnným pojmem striatum se skrývá ve skutečnosti několik oblastí šedé hmoty, nicméně konkrétní vymezení závisí na autorském pojetí. Protože se dvě hlavní oblasti nachází v dorzální oblasti (relativně k ostatním jádrům), označují se dorzální pallidum a dorzální striatum. K dorzálnímu striatu patří nucleus caudatus a putamen, k dorzálnímu pallidu zase globus pallidus. Čočkovité jádro (nucleus lentiformis) je obvykle definováno jako putamen a globus pallidus dohromady, nicméně tyto struktury nic významného ze strukturního nebo funkčního hlediska nespojuje. Histologicky se skládá striatum především z GABA-ergních středně velkých projekčních neuronů s velkým množstvím dendritů.

## Funkce
Do striata směřují dráhy nejen z mozkové kůry, ale i z některých subkortikálních (podkorových) center, thalamu a z mozkového kmene. Z bazálních ganglií je to zřejmě vůbec nejvýznamnější příjemce signálů z jiných částí mozku. Naopak z striata směřují dráhy do globus pallidus (nepočítáme-li ho do striata), ale i např. do substantia nigra.
Oblast globus pallidus (někdy považovaná za samostatné jádro šedé hmoty stojící mimo striatum) hraje důležitou roli v ovládání pohybu, jelikož z něho směřují dráhy do retikulárních formací v mozkovém kmeni a (přes thalamus) i do pohybových center v mozkové kůře. Poškození lidského striata může vyústit v tzv. choreu, která se projevuje trhavými nekoordinovanými pohyby končetin a obličejových svalů. Poškození neuronů ocasatého jádra je typické např. pro genetickou chorobu Huntingtonovu choreu.
Striatum má mj. významný vliv na vnímání času (společně s hipokampem).